# Moto E3
El Moto E3 (modelo XT1700) y el Moto E3 Power (modelo XT1706) son teléfonos inteligentes Android desarrollados por Motorola Mobility, una subsidiaria de Lenovo. Estos teléfonos constituyen la tercera generación de la serie Motorola Moto E de gama baja. Lanzado en septiembre de 2016 en India Exclusivamente a través de Flipkart, el E3 Power vendió un récord de 100,000 unidades en su primer día de venta. (La base E3, por otro lado, nunca se lanzó en India; se lanzó en otro lugar). Los teléfonos tienen un diseño similar al Moto G3 y vienen en blanco o negro. Vienen con una batería mucho más grande que la media para un teléfono inteligente económico. El Moto E3 Power es uno de los pocos teléfonos inteligentes económicos que admite una carga rápida.
El Moto E3 Power se ha comparado con el Moto G4 Play muy similar pero un poco más caro, con las principales diferencias entre el E3 Power que tiene una batería más grande y el G4 Play que tiene una mejor CPU (Snapdragon 410).
El teléfono está configurado para permanecer en el sistema operativo Android 6.0 Marshmallow y no se actualizará al nuevo Android 7.0 Nougat

## Recepción
Las revisiones profesionales en línea elogiaron la duración de la batería del Moto E3 Power; Sus principales quejas eran sobre el rendimiento del teléfono.
Los competidores más rápidos incluyen el Moto G4 y otros.

## Comparación
|                     | 1st Gen                        | 2.ª Gen                                 | 3.ª Gen                  |
| ------------------- | ------------------------------ | --------------------------------------- | ------------------------ |
| Espacio interno     | 4 GB                           | 8 GB                                    | 8/16 GB                  |
| Display             | 4.3 pulgadas                   | 4.5 pulgadas                            | 5.0 pulgadas             |
| Procesador          | Snapdragon 200                 | 4G - Snapdragon 410 3G - Snapdragon 200 | 1.0 GHz MediaTek MT6735P |
| Cámara frontal      | No                             | Sí                                      | Sí                       |
| Flash               | No                             | No                                      | Sí                       |
| Versión del Android | 4.4 KitKat (en el lanzamiento) | 5.0.2 Lollipop (en el lanzamiento)      | 6.0 Marshmallow          |
| Batería extraíble   | No                             | No                                      | Sí                       |